# Pseudiphra obscura
Pseudiphra obscura är en skalbaggsart som beskrevs av J. Linsley Gressitt 1951. Pseudiphra obscura ingår i släktet Pseudiphra och familjen långhorningar. Inga underarter finns listade i Catalogue of Life.